# Data Manipulation Language
Data Manipulation Language (DML) (язык управления (манипулирования) данными) — это семейство компьютерных языков, используемых в компьютерных программах или пользователями баз данных для получения, вставки, удаления или изменения данных в базах данных.
На текущий момент наиболее популярным языком DML является SQL, используемый для получения и манипулирования данными в РСУБД. Другие формы DML использованы в IMS/DL1, базах данных CODASYL (таких как IDMS), и других.
Языки DML изначально использовались только компьютерными программами, но с появлением SQL стали также использоваться и людьми.
Функции языков DML определяются первым словом в предложении (часто называемом запросом), которое почти всегда является глаголом. В случае с SQL эти глаголы — «select» («выбрать»), «insert» («вставить»), «update» («обновить»), и «delete» («удалить»). Это превращает природу языка в ряд обязательных утверждений (команд) к базе данных.
Языки DML могут существенно различаться у различных производителей СУБД. Существует стандарт SQL, установленный ANSI, но производители СУБД часто предлагают свои собственные «расширения» языка.
Языки DML разделяются в основном на два типа:
- Procedural DMLs — описывают действия над данными.
- Declarative DMLs — описывают сами данные.